# 傷心的人別聽慢歌（貫徹快樂）
傷心的人別聽慢歌（貫徹快樂），是臺灣樂團五月天於2013年推出的單曲，由阿信作詞、作曲，為《5月天諾亞方舟》電影主題曲、2013年可口可樂中華區主題曲 ，也是TVBS電視劇《飛越·龍門客棧》片頭曲、《A咖的路》插曲。

## 曲目版本
全曲以貫徹快樂入題，但歌詞圍繞不快樂的人別聽慢歌，尾音是可口可樂廣告音。歌曲影片上傳到Youtube在首天點擊率破萬。
另收錄在《Mayday×五月天 the Best of 1999‐2013》精選集中的日文版本則是邀請日本樂團GLAY團員TERU跨刀合唱，歌詞由GLAY團員TAKURO填詞。2018年發表英語版本，與泰國樂團Slot Machine合唱，由Nikka Costa填寫英文詞。

## 音樂錄影帶
2013年8月12日發布「活出自我」金曲導演版音樂錄影帶 ，由曾獲金曲獎最佳音樂錄影帶獎的導演陳奕仁執導。2013年8月20日發布「貫徹快樂」可口可樂版音樂錄影帶 。2013年11月7日發布日文版之音樂錄影帶 。2018年9月8日發布英文版〈Don'ts Don'ts〉音樂錄影帶 。

## 資料來源
1. ↑  YouTube上的Mayday五月天〔傷心的人別聽慢歌（貫徹快樂）〕官方完整版音檔
2. ↑  YouTube上的Mayday五月天［傷心的人別聽慢歌(貫徹快樂)］MV官方完整版
3. ↑  YouTube上的Mayday五月天［傷心的人別聽慢歌(貫徹快樂)］MV官方可口可樂版-2013CocaCola年度主題曲
4. ↑  YouTube上的Mayday「Dancin' Dancin' feat.TERU(GLAY)」
5. ↑  YouTube上的Mayday feat. Slot Machine［Don'ts Don'ts］［OT：傷心的人別聽慢歌 (貫徹快樂)］

## 外部連結
- （繁體中文） 五月天 相信音樂官方網站